# Едуарду Камавінга
Едуарду Камавінга (порт. Eduardo Camavinga; 10 листопада 2002, Міконже, Ангола) — французький і ангольський футболіст, центральний півзахисник мадридського «Реалу» та збірної Франції.

## Клубна кар'єра

### Ранні роки
Камавінга народився в містечку Міконже в провінції Кабінда на західному узбережжі Анголи. Через рік він разом з родиною переїхав до Франції. До семи років Едуарду займався дзюдо і лише потім переключився на футбол. У 2009 році він став грати за дитячу футбольну команду «Драпо-Фужер». У всіх вікових категоріях Камавінга виділявся на тлі однолітків, був універсалом, здатним грати як в захисті, так і в нападі. На регіональному турнірі серед гравців до 11 років він привернув увагу селекціонерів «Ренна» і в липні 2013 року перейшов у молодіжну команду цього клубу.
У віці 15 років Камавінга став виступати за другу команду «Ренна». 14 грудня 2018 року він уклав з клубом перший професійний контракт до 30 червня 2021 року, ставши наймолодшим професійним гравцем в історії клубу.

### Клубна кар'єра
У грудні 2018 року першу команду «Ренна» очолив Жюльєн Стефан, який до того тренував другу команду клубу, де і грав Камавінга. З січня наступного року Стефан став включати Едуарду в заявку першої команди.
6 квітня 2019 року Камавінга дебютував у Лізі 1, вийшовши на заміну в кінцівці матчу з «Анже». Він став наймолодшим гравцем в історії «Ренна» і першим гравцем 2002 року народження, який дебютував в одній з п'яти головних національних ліг Європи. Після свого дебюту в кінцівці сезону 2018/19 Едуарду грав регулярно, а в травні отримав місце в стартовому складі клубу. Всього в дебютному сезоні в чемпіонаті Франції він зіграв сім матчів, після чого відіграв повний матч на Суперкубок Франції 2019 року, де його команда поступилась ПСЖ (1:2).
У сезоні 2019/20 став основним гравцем клубу та був відзначений як один із найкращих молодих гравців року в Європі. 18 серпня 2019 точні передачі Камавінга відіграли вирішальну роль у перемозі його клубу над чемпіоном «Парі Сен-Жермен» у чемпіонаті, а шістнадцятирічного футболіста визнали найкращим гравцем серпня в Лізі 1: він став наймолодшим лауреатом цієї нагороди. У вересні Едуарду дебютував у Лізі Європи, а 15 грудня забив свій перший гол у професіональному футболі — у виїзному матчі проти «Ліона». За підсумками сезону «Ренн» уперше в історії кваліфікувався до Ліги чемпіонів, а Камавінга зацікавив провідні європейські клуби.

## Виступи у збірній
Камавінга народився в Анголі в родині вихідців з Республіки Конго, тому мав право вибирати, за збірну якої країни виступати. 5 листопада 2019 року завдяки зусиллям керівництва «Ренна» і Федерації футболу Франції французькі паспорти отримали сам 16-річний Едуарду, його батько, сестра і брат, завдяки чому талановитий півзахисник отримав право виступати також і за збірну Франції.
15 листопада 2019 дебютував за молодіжну збірну Франції, відігравши всі 90 хвилин у переможному домашньому матчі проти Грузії (3:2).

## Статистика виступів

### Статистика клубних виступів
| Сезон                | Команда              | Чемпіонат            | Чемпіонат | Чемпіонат | Національний кубок | Національний кубок | Національний кубок | Континентальні кубки | Континентальні кубки | Континентальні кубки | Інші змагання | Інші змагання | Інші змагання | Усього | Усього |
| Сезон                | Команда              | Ліга                 | Ігор      | Голів     | Ліга               | Ігор               | Голів              | Ліга                 | Ігор                 | Голів                | Ліга          | Ігор          | Голів         | Ігор   | Голів  |
| -------------------- | -------------------- | -------------------- | --------- | --------- | ------------------ | ------------------ | ------------------ | -------------------- | -------------------- | -------------------- | ------------- | ------------- | ------------- | ------ | ------ |
| 2018-19              | «Ренн»               | Л1                   | 7         | 0         | —                  | —                  | —                  | —                    | —                    | —                    | —             | —             | —             | 7      | 0      |
| 2019-20              | «Ренн»               | Л1                   | 25        | 1         | КФ+КФЛ             | 5+1                | 0                  | ЛЄ                   | 4                    | 0                    | СКФ           | 1             | 0             | 36     | 1      |
| 2020–21              | «Ренн»               | Л1                   | 35        | 1         | КФ                 | 0                  | 0                  | ЛК                   | 4                    | 0                    | —             | —             | —             | 39     | 1      |
| 2021–22              | «Ренн»               | Л1                   | 4         | 0         | КФ                 | 0                  | 0                  | ЛК                   | 2                    | 0                    | —             | —             | —             | 6      | 0      |
| Усього «Ренн»        | Усього «Ренн»        | Усього «Ренн»        | 71        | 2         |                    | 6                  | 0                  |                      | 10                   | 0                    |               | 1             | 0             | 88     | 2      |
| 2021–22              | «Реал Мадрид»        | ПД                   | 26        | 2         | КІ                 | 3                  | 0                  | ЛЧ                   | 10                   | 0                    | СІ            | 1             | 0             | 40     | 2      |
| 2022–23              | «Реал Мадрид»        | ПД                   | 14        | 0         | КІ                 | 0                  | 0                  | ЛЧ                   | 5                    | 0                    | СУ+СІ+КЧС     | 1+0+0         | 0             | 20     | 0      |
| Усього «Реал Мадрид» | Усього «Реал Мадрид» | Усього «Реал Мадрид» | 40        | 2         |                    | 3                  | 0                  |                      | 15                   | 0                    |               | 2             | 0             | 60     | 2      |
| Усього за кар'єру    | Усього за кар'єру    | Усього за кар'єру    | 111       | 4         |                    | 9                  | 0                  |                      | 25                   | 0                    |               | 3             | 0             | 161    | 8      |

### Статистика виступів за збірну
Станом на 30 листопада 2022 року
| Дата       | Місто      | Господарі | Результат | Гості    | Турнір                                    | Голи | Примітки |
| ---------- | ---------- | --------- | --------- | -------- | ----------------------------------------- | ---- | -------- |
| 8-9-2020   | Сен-Дені   | Франція   | 4 – 2     | Хорватія | Ліга націй УЄФА 2020—2021 - груповий етап | -    | 63'      |
| 7-10-2020  | Сен-Дені   | Франція   | 7 – 1     | Україна  | товариський матч                          | 1    | 59'      |
| 14-10-2020 | Загреб     | Хорватія  | 1 – 2     | Франція  | Ліга націй УЄФА 2020—2021 - груповий етап | -    | 63'      |
| 25-9-2022  | Копенгаген | Данія     | 2 – 0     | Франція  | Ліга націй УЄФА 2022—2023 - груповий етап | -    | 46'      |
| 30-11-2022 | Ер-Раян    | Туніс     | 1 – 0     | Франція  | ЧС 2022 - груповий етап                   | -    |          |
| Усього     |            | Матчів    | 5         |          | Голів                                     | 1    |          |

| Дата       | Місто     | Господарі         | Результат | Гості              | Турнір                              | Голи | Примітки |
| ---------- | --------- | ----------------- | --------- | ------------------ | ----------------------------------- | ---- | -------- |
| 15-11-2019 | Томблен   | Франція           | 3 – 2     | Грузія             | Кваліфікація молодіжного Євро-2021  | -    | 90+4'    |
| 25-3-2021  | Сомбатгей | Франція           | 0 – 1     | Данія              | Молодіжне Євро-2021 - груповий етап | -    | 62'      |
| 28-3-2021  | Сомбатгей | Росія             | 0 – 2     | Франція            | Молодіжне Євро-2021 - груповий етап | -    | 83'      |
| 31-3-2021  | Дьєр      | Ісландія          | 0 – 2     | Франція            | Молодіжне Євро-2021 - груповий етап | -    |          |
| 2-9-2021   | Ле-Ман    | Франція           | 3 – 0     | Північна Македонія | Кваліфікація молодіжного Євро-2023  | 1    | 20' 77'  |
| 6-9-2021   | Торсгавн  | Фарерські острови | 1 – 1     | Франція            | Кваліфікація молодіжного Євро-2023  | -    |          |
| Усього     |           | Матчів            | 6         |                    | Голів                               | 1    |          |

## Титули та досягнення
Франція
Віцечемпіон світу: 2022
«Реал Мадрид»
Чемпіон Іспанії (2): 2021-22, 2023-24
Переможець Ліги Чемпіонів УЄФА (2): 2021–22, 2023–24
Володар Суперкубка Іспанії (2): 2021, 2023
Володар кубка Іспанії (1): 2022–23
Володар Суперкубка УЄФА (1): 2022
Переможець Клубного чемпіонату світу (1): 2022
Міжконтинентальний кубок ФІФА (1): 2024